# 荒島保
荒島 保（あらしま たもつ、1925年11月6日 - 2014年3月23日 ）は、日本の経営者。豊田工機会長を務めた。

## 来歴・人物
三重県出身。1945年に彦根経済専門学校を卒業し、1947年8月にトヨタ自動車工業に入社。1978年9月に取締役に就任し、常務、専務を経て、1988年9月に常務監査役に就任し、1992年9月には顧問に就任。1993年4月に豊田工機顧問に就任し、同年6月には会長に就任し、1997年6月から相談役を務めた。
2014年3月23日死去。88歳没。